# آمارهاجی ماهامدائو
آمارهاجی ماهامدائو (به روسی: Омаргаджи Магомедов ؛ زادهٔ ۱۲ آوریل ۱۹۹۰) یک کشتی‌گیر اهل بلاروس است. 
او در المپیک ۲۰۱۶ ریو در وزن ۸۶ کیلو حاضر بود که در دور اول آزلان کاخیدزه از قزاقستان را شکست داد اما در دور بعد از جایدن کوکس کشتی‌گیر آمریکایی شکست خورد و با توجه به شکست این کشتی‌گیر در دورهای بعد، از دور رقابت‌ها کنار رفت.